# تشيب ميد
تشيب ميد (بالإنجليزية: Chip Mead)‏ هو سائق سباق أمريكي، ولد في 17 مارس 1950، وتوفي في 31 مارس 1993.

## روابط خارجية
- تشيب ميد على موقع DriverDB.com (الإنجليزية)